# Avenue Henri-Barbusse (Toulouse)
Pour les articles homonymes, voir Avenue Henri-Barbusse.
L'avenue Henri-Barbusse est une voie de Toulouse, chef-lieu de la région Occitanie, dans le Midi de la France.

## Situation et accès

### Description
L'avenue Henri-Barbusse est une voie publique. Elle se trouve dans le quartier de la Croix-de-Pierre, dans le secteur 2 - Rive gauche.
La chaussée compte une seule voie de circulation automobile à double-sens. Elle appartient à une zone 30 et la vitesse y est limitée à 30 km/h. Il n'existe pas d'aménagement cyclable.

### Voies rencontrées
L'avenue Henri-Barbusse rencontre les voies suivantes, dans l'ordre des numéros croissants (« g » indique que la rue se situe à gauche, « d » à droite) :
1. Route d'Espagne
2. Rue Sainte-Odile (d)
3. Rue de l'Ourcq (d)
4. Rue d'Ox (d)
5. Rue de l'Oasis (d)
6. Allée des Gabares (d)
7. Avenue de Muret

## Odonymie

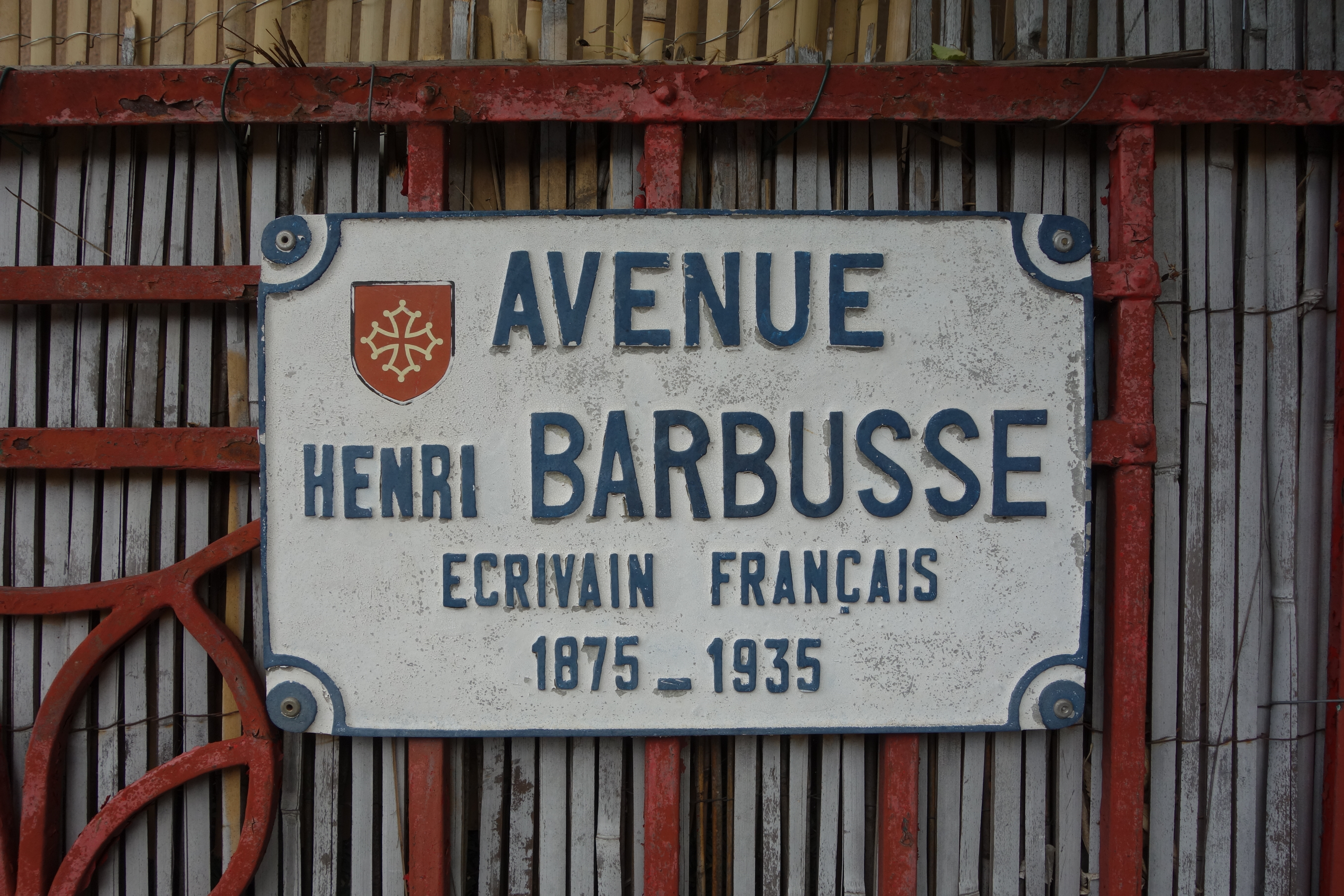
Plaque de rue.

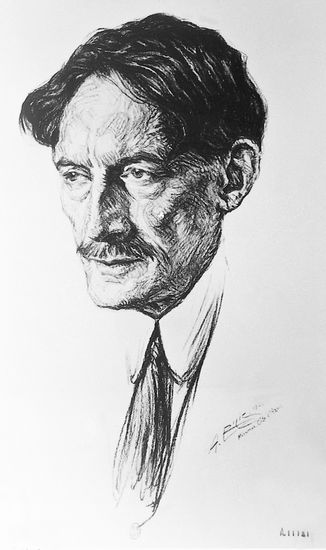
Portrait d'Henri Barbusse par Rijic (1928, Archives Larbor).

En 1936, l'avenue avait été nommée en l'honneur de Jean Mermoz (1901-1936), aviateur, figure de l'Aéropostale. Cette décision ne fut cependant pas approuvée par le conseil municipal, dirigé par le socialiste Antoine Ellen-Prévot, peut-être pour son engagement politique : proche de François de La Rocque, adhérent des Croix-de-Feu, Jean Mermoz participa à la fondation du Parti social français (PSF) après la dissolution des ligues d'extrême-droite. En 1938, la rue fut donc officiellement nommée en hommage à Henri Barbusse (1873-1935). Écrivain, poète et journaliste au début du XXe siècle, il s'engagea comme soldat pendant la Première Guerre mondiale. Il rencontra le succès pour son livre, le Feu, publié en 1916, description des conditions de vie des soldats et plaidoyer contre la guerre. Durant l'entre-deux-guerres, il fut une figure majeure du pacifisme, mais aussi une personnalité du parti communiste, auquel il adhéra en 1923. Il mourut d'ailleurs à Moscou en 1935.
Le 14 novembre 1940, la commission municipale, sous influence vichyste, décida d'effacer le nom d'Henri Barbusse et reprit celui de Jean Mermoz. Finalement, le 12 avril 1947, la municipalité de Raymond Badiou, largement issue des rangs de la Résistance, rendit le nom d'Henri Barbusse. C'est en 1967 qu'on donna le nom de Jean Mermoz à une rue du quartier de la Faourette.

## Histoire
Au début du XIXe siècle, les terrains qui bordent l'actuelle avenue Henri-Barbusse sont des terres agricoles, entre la Garonne et la route d'Espagne (actuelle avenue de Muret). Ils appartiennent à la famille Gounon, qui possède un château, construit au XVIIIe siècle (actuel no 17 route d'Espagne). Le domaine compte un château, des bâtiments pour les communs, entourés d'un jardin, de champs, de vignes et de prés. En 1829, le château et son domaine passent à l'avocat Léonard Duboul : il fait agrandir le château et construire un pigeonnier, une forge et une poudrette. Son fils, Axel Duboul (1842-1902) est diplomate, consul de France à Galați entre 1873 et 1874, puis à Bilbao entre 1874 et 1877, puis conseiller municipal entre 1884 et 1888 et conseiller général.
En 1899, une usine de fabrication industrielle de gaz oxygène, acétylène, argon), appartenant à la compagnie Duffour et Igon, s'installe sur le terrain d'une ancienne briqueterie au nord (emplacement de l'actuel no 32). Les bâtiments sont agrandis en 1922 par les architectes Jean Valette et Barthélémy Guitard.
En 1932, le domaine est inclus par arrêté préfectoral dans les limites de l'agglomération, vouée à la densification urbaine. En 1936, une parcelle d'environ 67 000 m2 au nord du domaine Duboul est lotie : le lotissement Duboul est organisé autour de l'avenue Henri-Barbusse et de plusieurs rues, dont les noms commencent par O – rue de l'Oasis, rue Sainte-Odile, rue des Ondines, rue de l'Ourcq et rue de l'Ox. Les maisons et les immeubles, de style Art déco, s'élèvent progressivement entre 1937 et 1950.
En 1977, l'avenue Henri-Barbusse et les autres rues du lotissement Duboul sont intégrées à la voirie communale.
En 1987, l'entreprise de fabrication de gaz industriels Duffour et Igon est absorbée à la suite d'une OPA spectaculaire par l'entreprise suédoise AGA (en), elle-même rachetée en 2000 par le groupe américano-allemand Linde. En 2001, l'usine est démolie. En 2011, le site est définitivement fermé, puis entièrement détruit en 2021 au profit de la réalisation de la résidence Terre Garonne par le promoteur Kaufman & Broad, dans le cadre du projet de l'Oasis,.

## Patrimoine et lieux d'intérêt

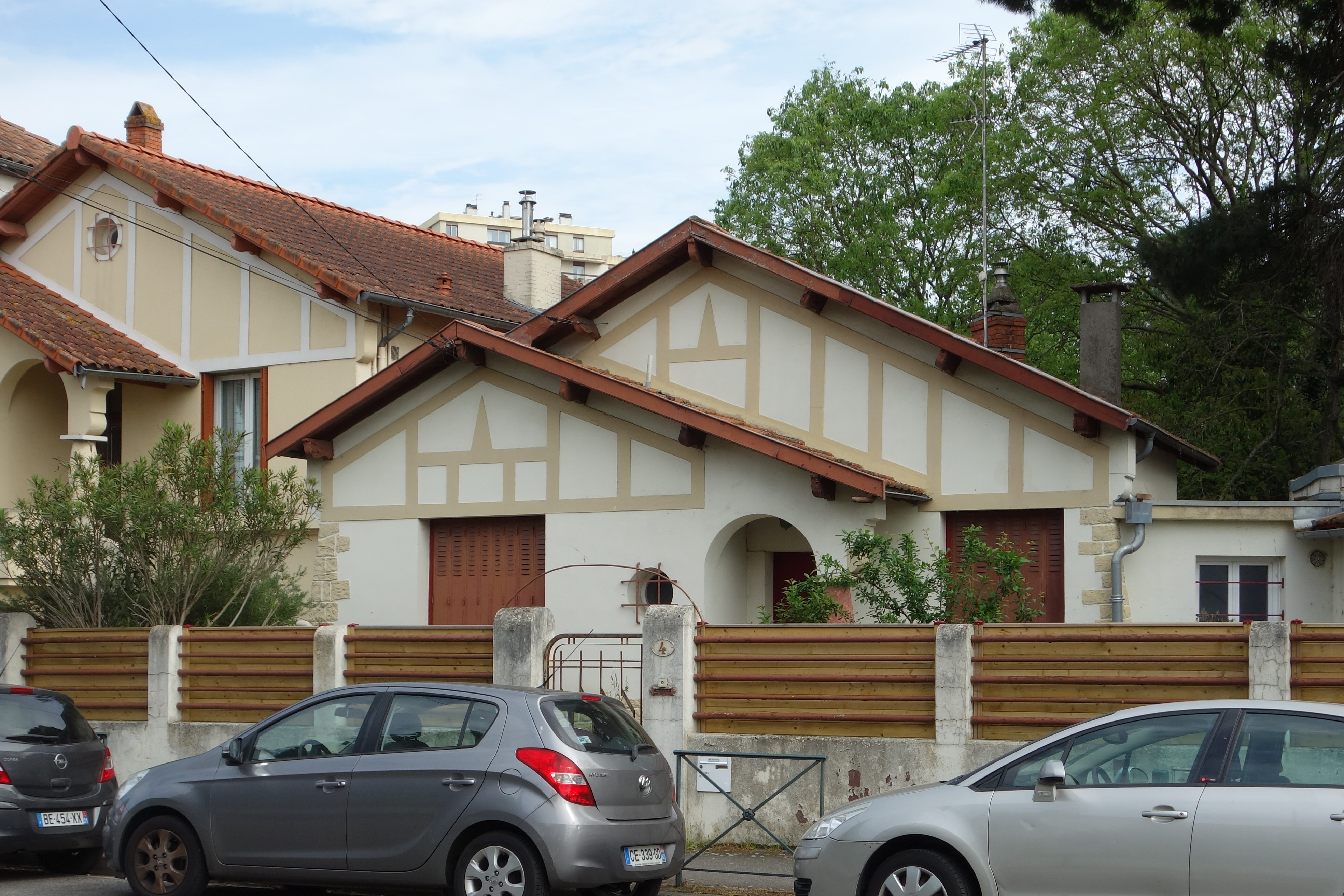
no 4 : maison.

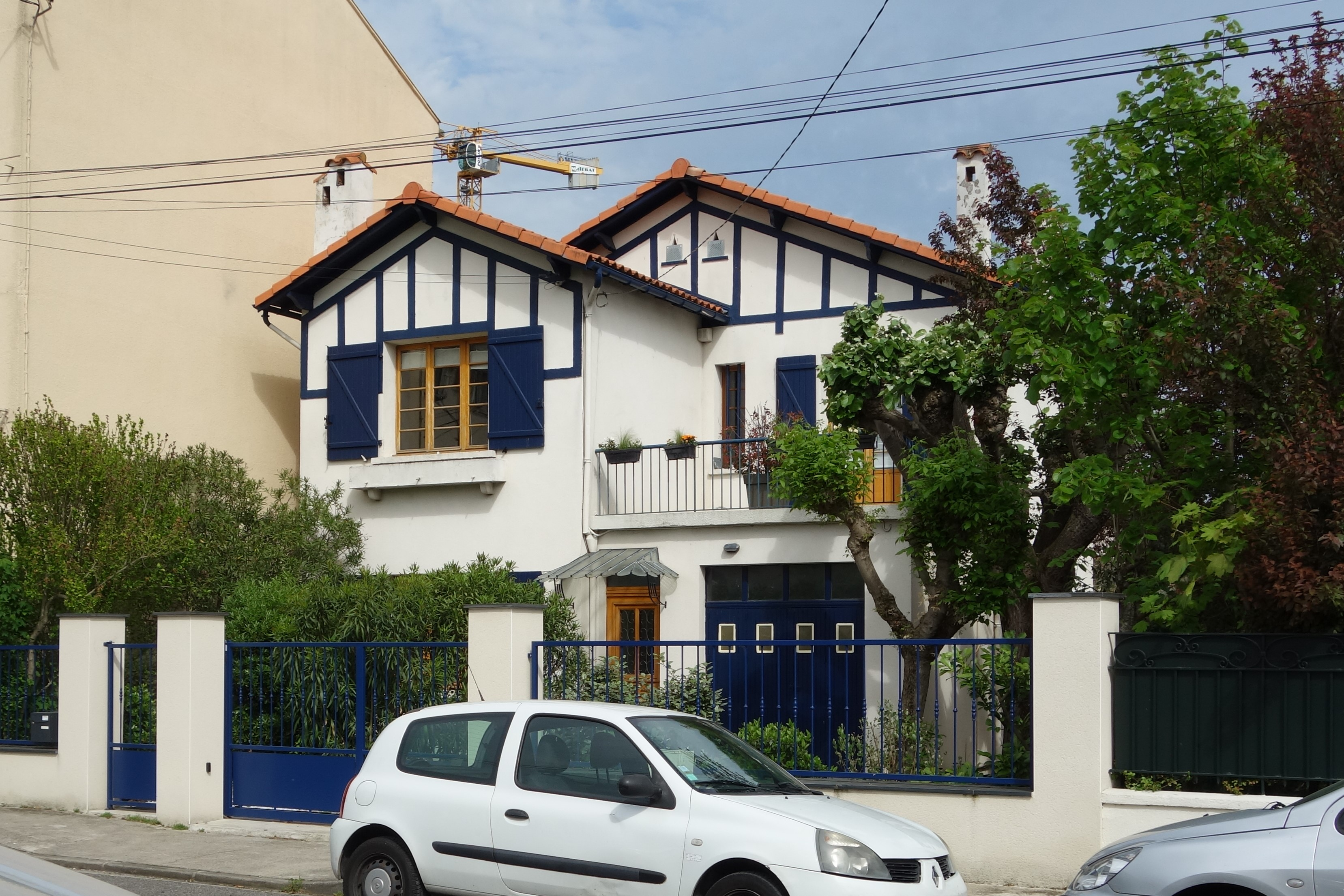
no 24 : maison.

- no  4 : maison (vers 1940)[12].
- no  6 : maison (1937)[13].
- no  10 : maison (1937)[14].
- no  11 : maison (vers 1940)[15].
- no  14 : immeuble Villa Morisette (vers 1940)[16].
- no  17 : maison (vers 1940)[17].
- no  18 : immeuble (vers 1940)[18].
- no  20 : maison (vers 1940)[19].
- no  22 : maison (1938)[20].
- no  24 : maison (vers 1940)[21].
- no  26 : immeuble (vers 1940)[22].
- no  27 bis : maison (vers 1940)[23].